# Olot
Olot ist eine Stadt im östlichen Pyrenäenvorland und Hauptort der Comarca Garrotxa, Landschaft und Verwaltungsbezirk in der katalanischen Provinz Girona, Spanien.

## Geografie

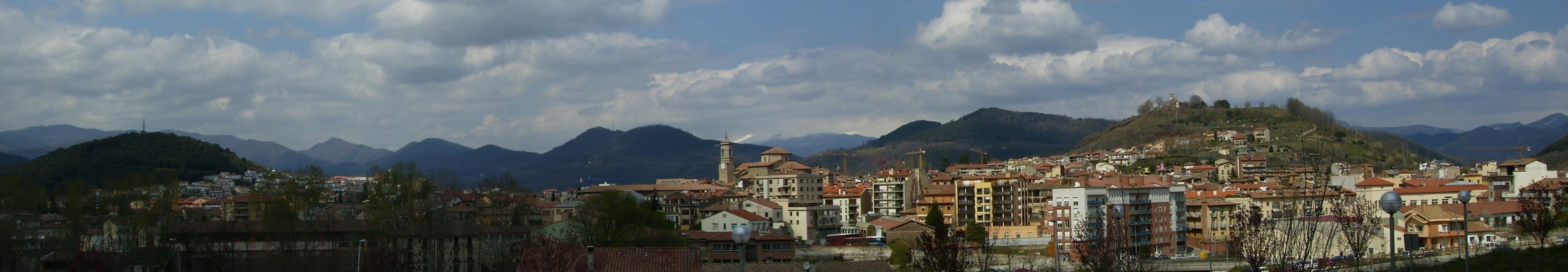
Panoramabild von Olot (Halbrechts im Hintergrund ist der Vulkankegel des Montsacopa zu sehen.)

Olot liegt in einer Ebene der Vulkanlandschaft Garrotxa, die umgeben wird von den Gebirgsketten des Sant Valentí im Norden, der Aiguanegra im Osten, der Hochebene von Batet im Süden, der Marboleny im Südwesten und des Sant Valentí de la Pinya im Westen. Diese Ebene wird durchschnitten von dem Fluss Fluvià und dem kleinen Fluss von Riudaura. Die vulkanische Landschaft ist der Grund für die Bekanntheit des Ortes und seiner Umgebung: Die katalanische Regierung hat diese wohl bedeutendste Vulkanlandschaft der iberischen Halbinsel im Jahr 1982 auf einer Fläche von 119 km² zum Naturschutzpark Parc Natural de la Zona Volcànica de la Garrotxa erklärt. Die bekanntesten Vulkane sind der Santa Margarida (mit einer im Vulkankrater gelegenen Kapelle) und der Croscat, einige der erloschenen Vulkane liegen direkt auf dem Stadtgebiet von Olot (der Montolivet, der Montsacopa, die Garrinada und der Bisaroques). Beim Croscat treten die geologischen Besonderheiten besonders klar zu Tage: Durch eine Eruption hat dieser Vulkan in Kegelschnittform seinen eigenen Schichtenaufbau freigelegt.
Auch die Fageda d’en Jordà, ein riesiger, für die mediterrane Vegetation vollkommen unüblicher Buchenwald im nahen Umfeld der Stadt, zieht viele (vor allem innerspanische) Besucher an und ist in den Naturschutzpark integriert. Den besonderen Formenreichtum der Landschaft um Olot komplettieren Wälder mit Sumpfgebieten, die Boscos de la Moixina.

## Bevölkerungsentwicklung
| Jahr      | 1718  | 1787  | 1860   | 1900  | 1930   | 1960   | 1981   | 1991   | 1996   | 2001   | 2004   | 2010   |
| Einwohner | 2.627 | 9.146 | 10.262 | 7.938 | 11.615 | 17.185 | 24.892 | 26.713 | 27.482 | 28.060 | 30.304 | 33.589 |

## Geschichte

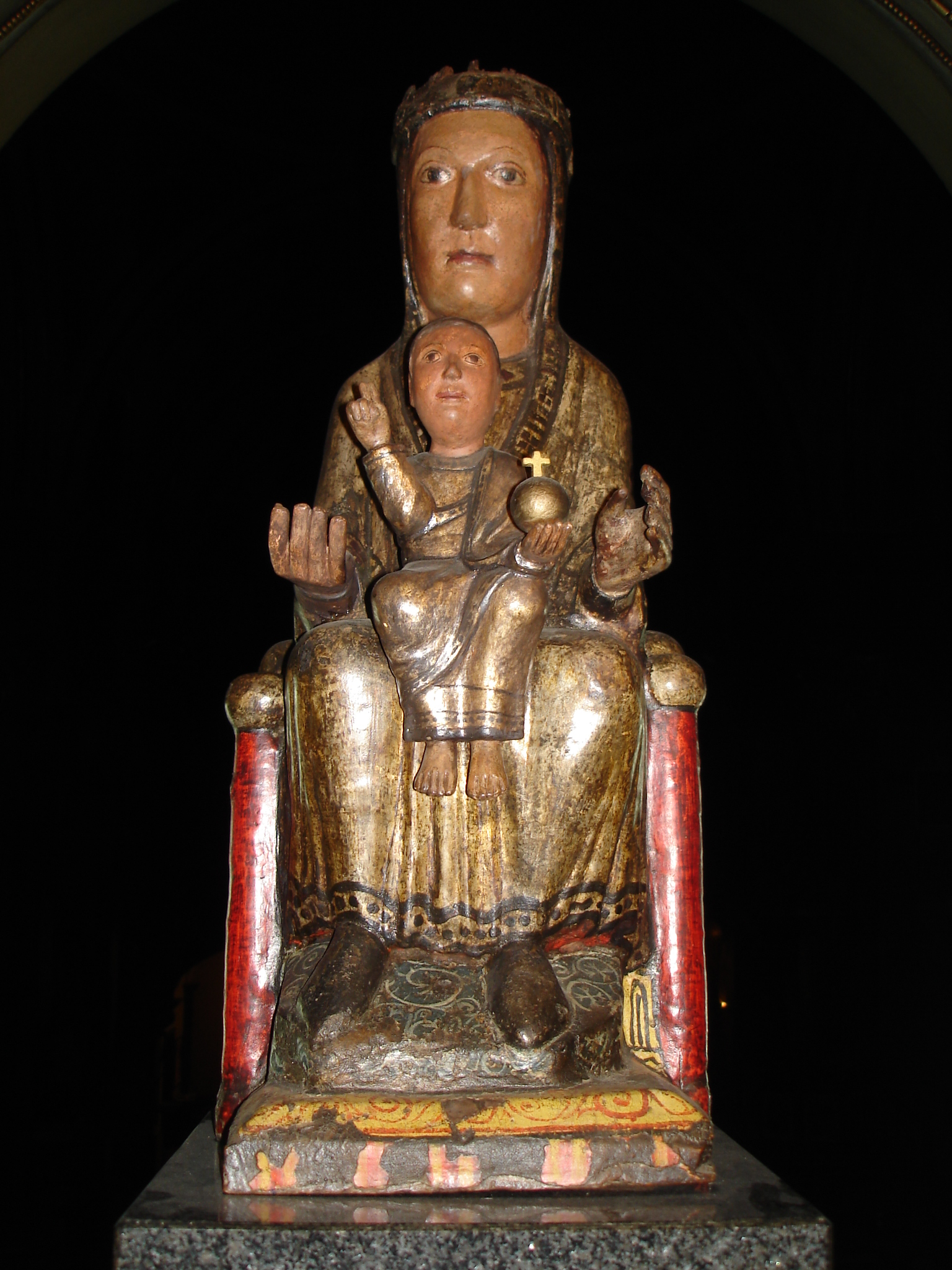
Santa Maria del Tura d’Olot, die Schwarze Madonna und Schutzpatronin von Olot in der gleichnamigen Kirche

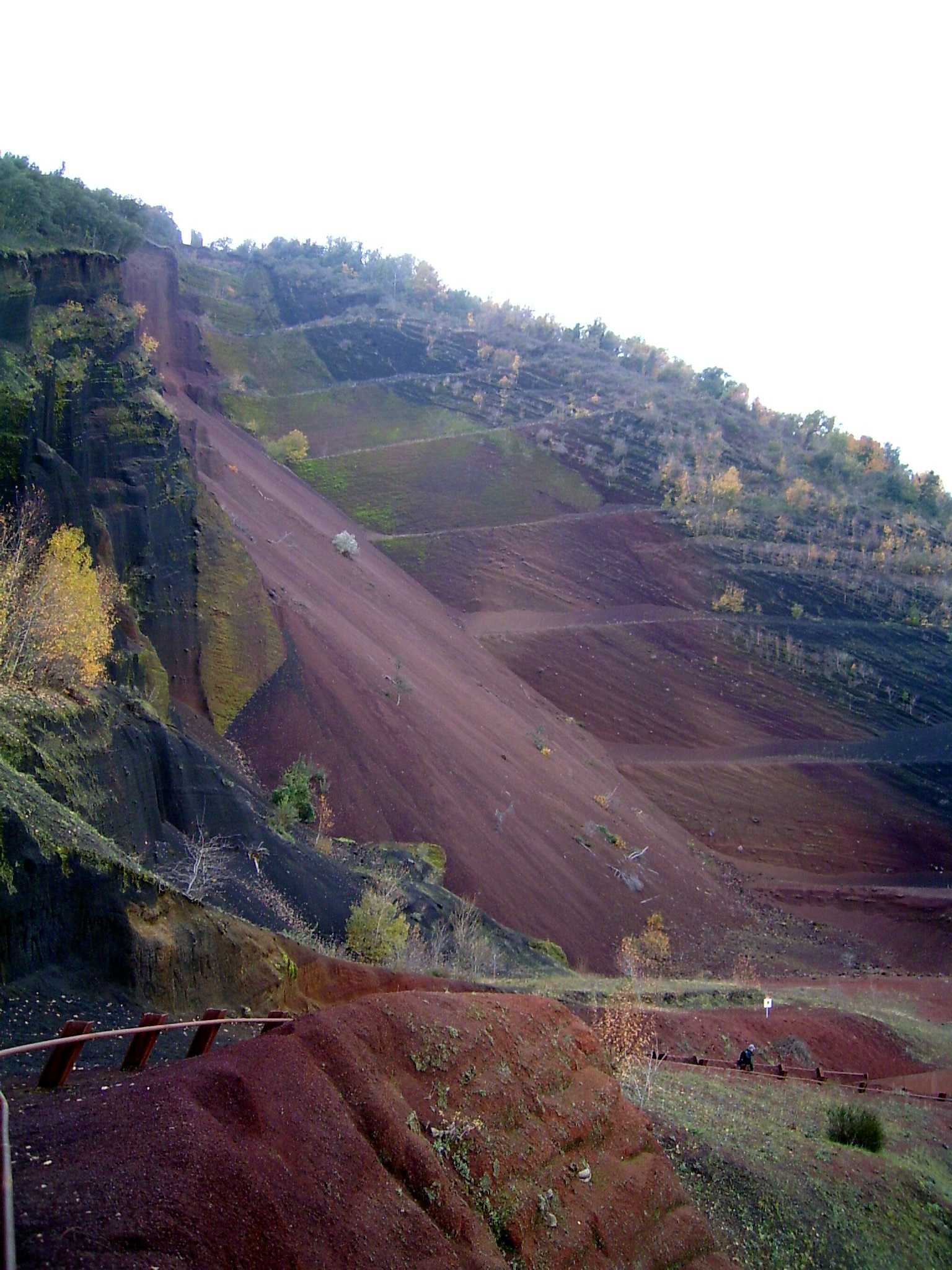
Der Vulkan Croscat zwischen Olot und Santa Pau

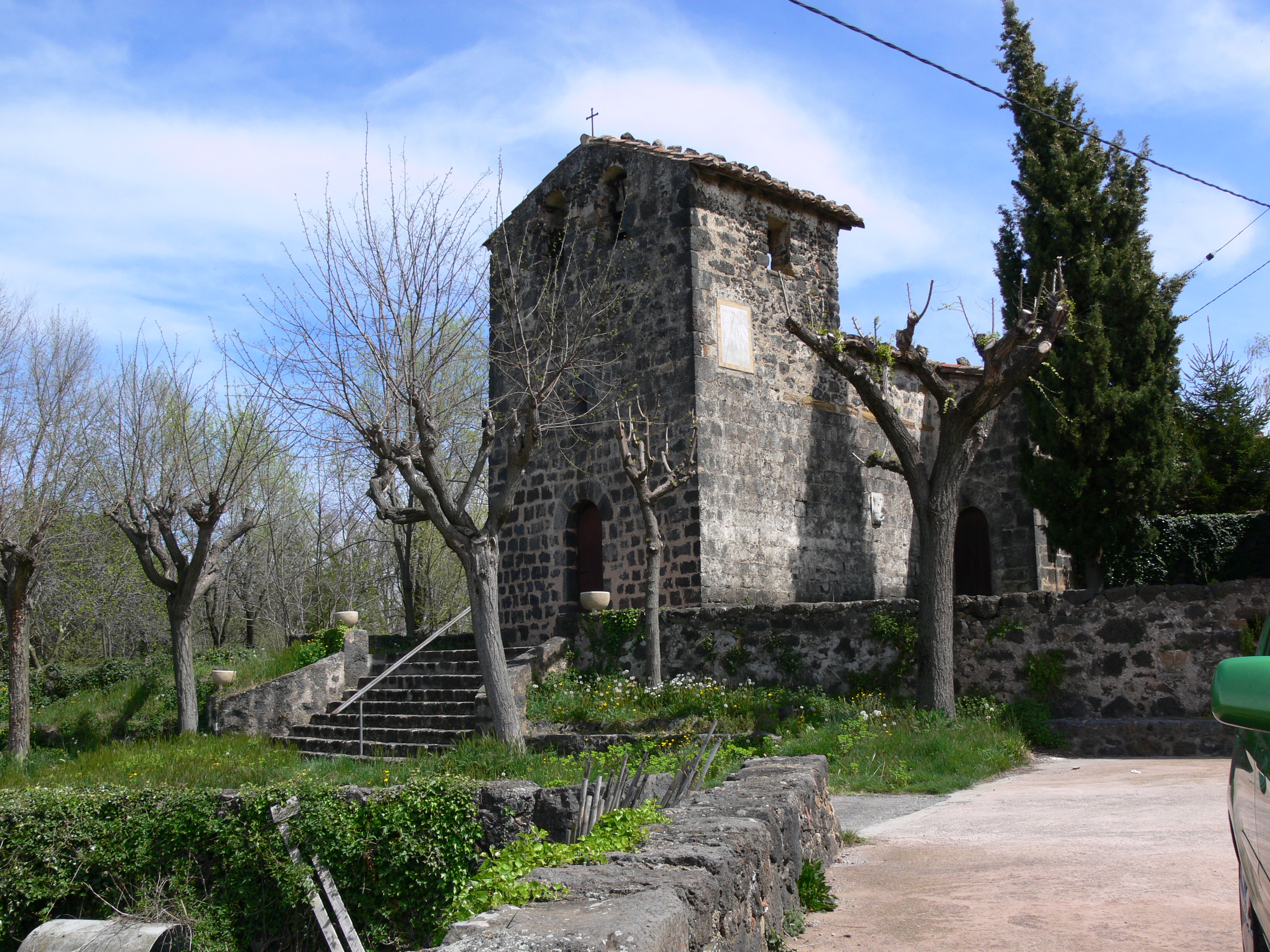
Die romanische Kirche La Trinitat de Batet, in Olot, Stadtteil Batet

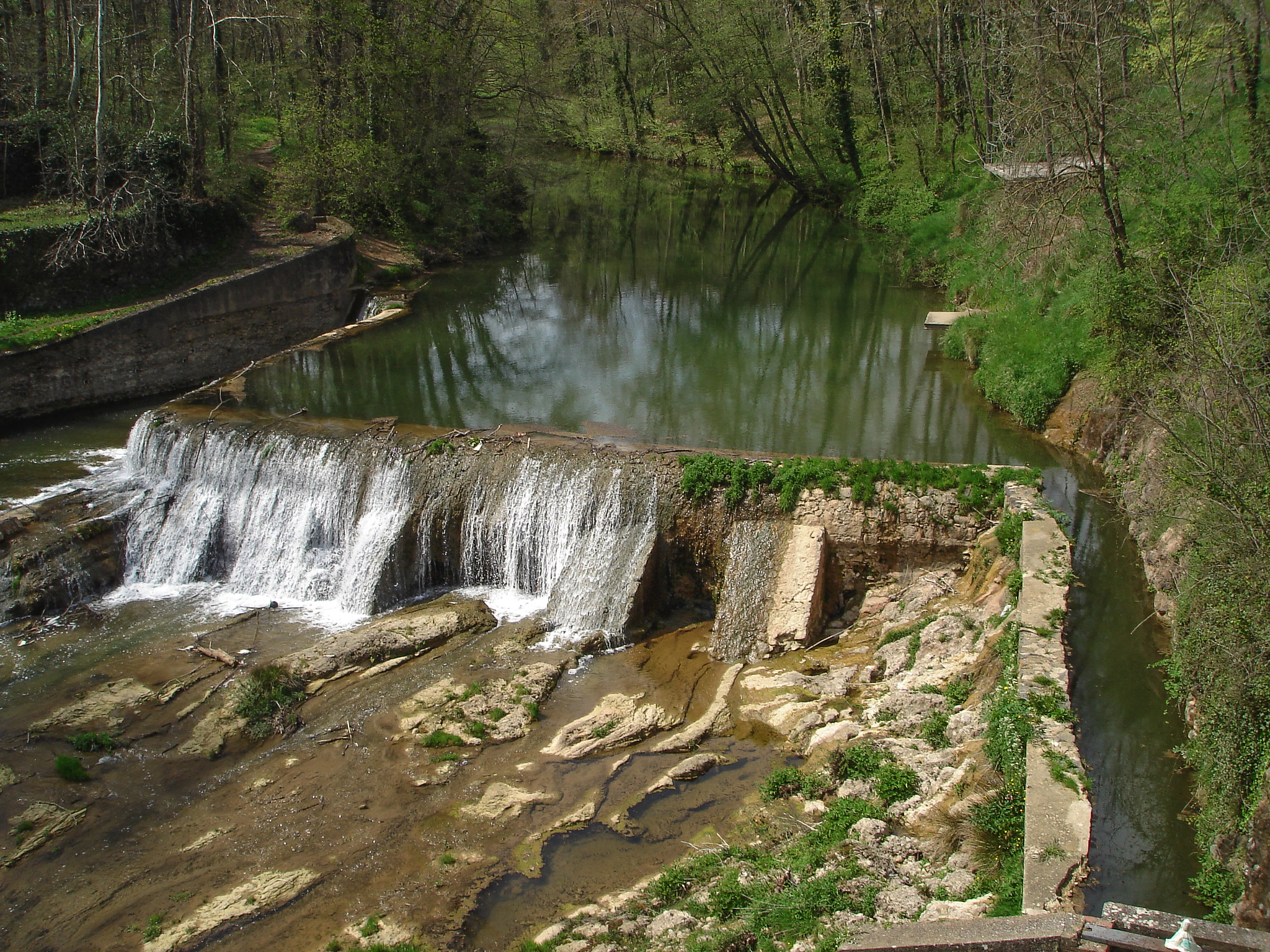
Der Fluvià in Olot an der Staumauer im Stadtteil San Roc

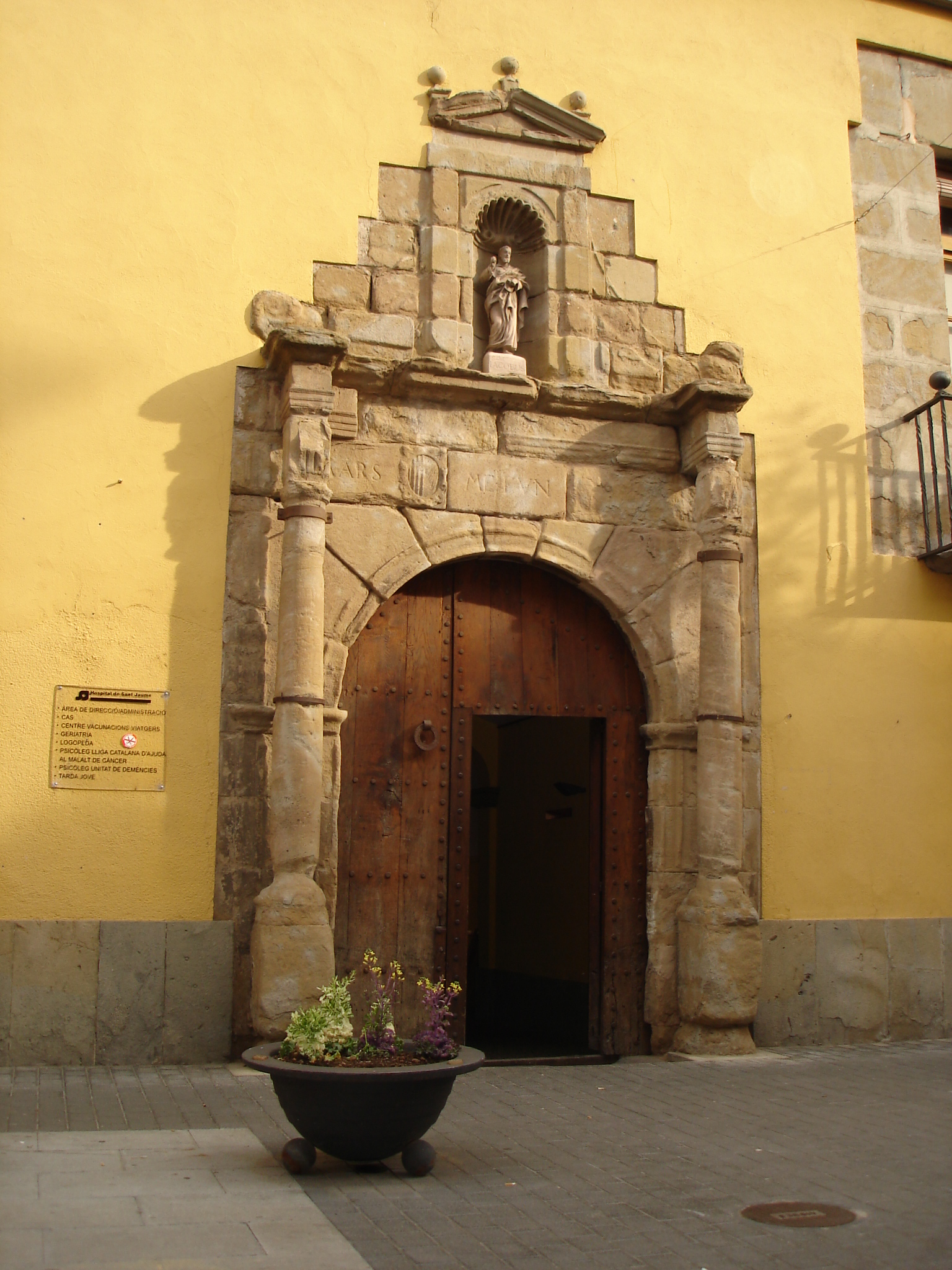
Eingang des Hospital de Sant Jaume

Ursprung und Bedeutung des Ortsnamens sind nicht eindeutig geklärt. Die erste Erwähnung des Ortes datiert auf 872 n. Chr. In einer Urkunde gewährt der fränkische König Karl der Kahle dem Kloster Sant Aniol d’Aguja die landwirtschaftliche Nutzung des Gebietes der Parroquia de Sant Esteve d’Olot, das zwischen dem Fluss Fluvià und dem kleinen Fluss von Riudaura gelegen ist. Diese Erlaubnis wurde im Rahmen der Reorganisation des Gebietes erteilt, nachdem die Franken das gesamte Gebiet um Girona zurückerobert hatten. Die Tatsache, dass die Äbte von Sant Aniol d’Aguja die Rechte für die landwirtschaftliche Nutzung der Gebiete um Olot beantragten, lässt vermuten, dass in diesem Gebiet eine aktive und produktive Bevölkerung ansässig war. Im selben Dokument wird die „alte“ Kirche Santa Maria erwähnt. Diese Kirche stand wohl dort, wo heute die große Kirche Santa Maria del Tura steht, die der Stadtpatronin von Olot gewidmet ist. Im Jahr 977 wird zum ersten Mal die Pfarrgemeinde Sant Esteve d’Olot erwähnt. Dieses Dokument handelt jedoch in der Hauptsache von der Gründung der Pfarrgemeinde Sant Pere in Besalú. Erst im Jahr 1116 wird die Pfarrgemeinde anlässlich der Einweihung der neuen Kirche explizit erwähnt.
Olot stand für kurze Zeit unter der Herrschaft des Klosters Sant Aniol d’Aguja. Es ging in die Herrschaft der Grafen von Besalú über. Diese gaben es später an die Abtei Santa Maria de Ripoll weiter. Im Verbund mit zwei weiteren Schenkungen an diese Abtei bildete sich dieses zusammenhängende Gebiet als geografisches und politisches Zentrum der Garrotxa heraus. Es entstand die Pabordia d’Olot, welche die Gesamtheit der von der Abtei abhängigen Güter in diesem Gebiet darstellte. Die Ländereien der drei aufgeführten Schenkungen bildeten bis ins Jahr 1973, als Batet nach Olot eingemeindet wurde, das eigentliche Gebiet der Stadt.
Um die Güter effektiv zu verwalten, setzte der Abt von Ripoll ein Netz von Bürgermeistern und Statthaltern zur Wahrung seiner Interessen ein. Diese Bediensteten lebten in Olot, wie z. B. der Oberbürgermeister von Olot im Herrschaftshaus Can Deu an der Plaça Palau. Der Bürgermeister für das Gebiet der Pfarrei Sant Esteve residierte im Haus La Rovira. In Sant Esteve wurde im Gegensatz zu Olot die Bürgermeisterfunktion innerhalb einer Familie weitervererbt. Eine weitere Maßnahme zur Effektivierung der Verwaltung waren die durch den ripollenser Abt Bernat de Peramola am 10. August 1206 ausgegebenen Siedlungsgenehmigungen für ein durch den Fluss Fluvià abgegrenztes Gebiet der Gemeinde Sant Esteve d’Olot. Diese daraus resultierende Siedlungstätigkeit ermöglichte die Entstehung eines dichten Bevölkerungskerns in der Ebene von Olot, der exakt dem heutigen Stadtkern von Olot entspricht. Seine Grenze verlief von der Plaça de Palau (bis 1427 der Hauptplatz der Stadt) über die Brücke von Santa Magdalena, entlang der Straße Valls Nous bis zur Kirche Santa Maria und schließlich wieder über die Straße Valls Vells zur Plaça de Palau. Um die Stadt besser sichern und kontrollieren zu können, ordnete der Abt Ramon Desbac den Bau einer Stadtmauer an. Die Ummauerung war zwar schon zuvor – allerdings ineffektiv und in wenig organisierter Weise – begonnen worden.
Die Förderung dieses dichtbevölkerten Siedlungskernes in einer dünn besiedelten Gegend brachte eine soziale Differenzierung der Bevölkerung in zwei Gruppen mit sich: Einheimischen Stadtbürgern, die innerhalb der Mauer lebten, für die damalige Zeit große Freiheiten genossen und nahezu alle Handels- und Handwerksaktivitäten auf sich konzentrierten, standen zugezogene Bauern gegenüber, die auf den von der Abtei Ripoll abhängigen Gütern wirtschafteten und unter einer immer größer werdendem Steuerlast litten. Die städtischen Handwerker und Händler hatten sich zudem eine Institution geschaffen, die ihre Interessen gegenüber der Abtei von Ripoll wahren bzw. durchsetzen sollte. Diese sogenannte „Universität von Olot“ ist sozusagen der Embryo des heutigen Rathauses. Der Abt versuchte anfangs die Macht dieser Institution zu begrenzen. Die „Universität“ erkämpfte sich jedoch zunehmend mehr Freiheiten und baute sich ein finanzielles Polster auf.
Während des Mittelalters war Olot in diversen juristischen Auseinandersetzungen der Zankapfel zwischen der Abtei von Ripoll und der aragonesischen Krone. Letztere war stark an der Kontrolle der wirtschaftlich blühenden Stadt interessiert. Gleichzeitig war die „Universität“ von Olot daran interessiert, sich aus der Herrschaft der Abtei zu lösen. Diese Prozesse konnte das Kloster Ripoll zu seinen Gunsten entscheiden, Olot und das Umland blieben unter seiner Herrschaft.
Im 15. Jahrhundert markieren insbesondere drei Ereignisse die Geschichte Olots, die zudem den schärfsten demografischen Einbruch in der Geschichte der Stadt verursachten: Die beiden Erdbeben von 1427 und 1428 und die Rebellion der Leibeigenen, die in den katalanischen Bürgerkrieg mündete.
Die Erdbeben zerstörten die Stadt und die Umgebung nahezu vollständig und erzwangen die provisorische Unterbringung der Bevölkerung in Hütten. In dieser Situation kam die Diskussion auf, ob man die zerstörte Stadt wieder aufbauen oder aber vor den Toren ein neues Olot errichten sollte. Die zweite Option setzte sich durch. Für den Neubau der Stadt wählten die Bürger den lehensfreien Grundbesitz einer karitativen Organisation. Sie erschlossen das genannte Gebiet wohlgeordnet netzförmig mit fünf Längs- und neun senkrecht dazu stehenden Querstraßen, die um den Marktplatz zentriert angelegt wurden und integrierten die Pfarrgemeinde Sant Esteve einschließlich deren kirchlicher Gebäude in das Stadtgebiet. Mit dem Wiederaufbau auf dem lehensfreien Grundbesitz der „Pia Almonia“ versuchten sich die Bürger vollends der Lehnsherrschaft des Klosters Ripoll zu entziehen, während der Abt alles daran setzte, die Olotins in seinem Herrschaftsbereich zu halten. Schließlich genehmigte König Alfons V., der Großmütige, König von Aragon den Neubau auf dem Land der „Pia Almonia“, erlegte der Stadt aber gleichzeitig die Verpflichtung auf, dem Abt von Ripoll, als Grundherren des Gebietes, Treue zu schwören und seine feudalen Rechte zu respektieren.
Die Vila Nova (Neue Stadt) wurde im Stil der aufkommenden Renaissance errichtet. Die Vila Vella (Alte Stadt) harrte noch bis Ende des 15. Jahrhunderts ihres Wiederaufbaus. Nachdem dieser erfolgt war, hatte sich die Fläche der Stadt bis zum 16. Jahrhundert praktisch verdoppelt, was in einem deutlichen Bevölkerungswachstum Ausdruck fand.
Im katalanische Bürgerkrieg Primera Guerra dels Remences (Erster Krieg der Schollenknechte) von 1462–1464 standen sich die adligen Grundherren und König Johann II. gegenüber. Johann II. konnte die rebellierenden Leibeigenen auf seine Seite ziehen. Der Krieg und der ihn auslösende Sozialkonflikt um die leibeigenen Bauern haben die Garrotxa und deren Hauptort stark in Mitleidenschaft gezogen. Olot selbst war seit 1462 in der Hand der aufständischen Leibeigenen und wurde 1463 und 1464 von Kräften der Grundherren eingenommen, geplündert und gebrandschatzt.
Im frühen 16. Jahrhundert, nachdem Kriege und Naturkatastrophen vergessen sind, findet Olot zu einer normalen Stadtentwicklung zurück. Die Bevölkerung wächst und die Hauptgebäude der Stadt, wie z. B. die Hauptkirche Sant Esteve, müssen erweitert werden. In dieser Zeit entstand das L’Hospital de Sant Jaume (heute ein Altenheim) und das Kloster Convent del Carme, das zwischen der Vila nova (Neustadt) und der Vila vella (Altstadt) liegt. Dieser Gebäudekomplex besteht aus einer spätgotischen Kirche und den Klostergebäuden im Renaissance-Stil, der in Katalonien sehr selten auftritt.
Der Krieg der Schnitter (La Guerra dels Segadors) von 1640 bis 1652, eine fürchterliche Epidemie im Jahr 1650, die in Olot alleine 2000 Tote forderte und die dann folgenden Kriege mit Frankreich beschworen ab der Mitte des 17. Jahrhunderts neue Krisen für die Stadt herauf. Während des spanischen Erbfolgekrieges (1701–1714) stellte sich Olot auf die Seite der Habsburger. Es wurde aber durch den französischen Feldmarschall Herzog von Noailles (1650–1708) besetzt. Die Stadt litt gewaltig unter den Steuereintreibungen der Besatzer.
Infolge des durch den ersten Bourbonenen Philipp V. auf dem spanischen Thron im Jahre 1616 erlassenen Dekretes Nueva Planta wurde Olot verwaltungsmäßig der Bezirksregierung (corregimiento) in Vic unterstellt. Nach der Niederlage der habsburgisch orientierten Katalanen im spanischen Erbfolgekrieg, bedeutete dieses königliche Dekret generell eine weitgehende Entmachtung aller katalanischen Städte und Gemeinden sowie die Einführung einer rigiden Verwaltung im Sinne des Absolutismus. Der in Vic eingesetzte Bezirksvorsteher (corregidor) und sein Stellvertreter für die Bezirke Olot und Camprodon war wie alle seine Amtskollegen direkt für die Umsetzung aller aus Madrid kommenden Direktiven der königlichen Verwaltung hinunter bis auf die Gemeindeebene verantwortlich. Der Bezirk Olot umfasste circa weitere 70 Dörfer. In dieser Zeit durchlief die Stadt eine gewaltige demografische und wirtschaftliche Krise. Von den 1200 Haushalten (Feuerstellen) im Jahr 1628 waren im Jahr 1717 nur 805 Haushalte verblieben.
Die Erholung ergab sich – wie in vielen anderen Landesteilen auch – durch die aufkommende Industrialisierung. Sie zeigt sich besonders im Wiederaufbau und der Vergrößerung der beiden Hauptkirchen, dem Bau des Hospizes und der Gründung der Zeichenschule im Jahr 1784. Zu dieser Zeit wurde in Olot bei der Font Moixina in großem Stile Baumwolle angebaut und zu Kattun und Chintz (feste, bedruckte Baumwollgewebe, die vor allem in den amerikanischen Kolonien vermarktet wurden) verarbeitet, ein Industriezweig, der für die hieraus sich entwickelnde Textilindustrie wie auch für die Kunstmalerei eine sehr wichtige Voraussetzung war.
Im Jahr 1794 während des großen Krieges, dem sogenannten Ersten Koalitionskrieg (1792–1797), stoppten Streitkräfte aus Olot ein französisches Heer in Capsacosta. 1812 während des Spanischen Unabhängigkeitskrieges wurde Olot für nahezu zwei Jahre durch französische Truppen besetzt. Bei ihrem Rückzug zerstörten die Franzosen die Befestigungen auf dem Vulkan Montsacopa.
Nach der Rückkehr von Ferdinand VII. (1784–1833) und nach dem 
Trienio Constitucional gab es starke Auseinandersetzungen zwischen den Liberalen und den Königstreuen. Diese verschärften sich durch das Nachfolgeproblem auf dem spanischen Thron und mündeten schlussendlich in den Karlistenkriegen. Der entschlossene Widerstand der Stadt Olot von 1835 gegen die angreifenden Karlisten im ersten Karlistenkrieg brachte der Stadt den spanischen Titel La Muy Leal („Die äußerst Loyale“) ein. 1874, während des dritten Karlistenkrieges, fiel die Stadt dann doch in die Hände der Karlisten. Deren militärischer Führer Francesc Savalls (1817–1885)  baute sie zu einer der wichtigsten Karlisten-Hochburgen in Katalonien aus. Im Jahr 1875 kam Martinez de Campos nach Olot und führte im Hostal de la Corda die legendären Verhandlungen mit Savalls, die die Karlisten-Kriege beenden sollten.
1907 erhielt Olot den Titel einer „Stadt“. Im Zuge der Gebietsreform von 1936 wurde Olot zum Hauptort der Garrotxa bestimmt. Dieses Gebiet umfasst die klassische Garrotxa um Besalú und das Gebiet des oberen Fluvià-Beckens um Olot. Die Lage von Olot in einer allseitig von Bergen umgebenen Ebene stellte hinsichtlich der Verkehrsinfrastruktur immer ein Problem dar. Die kleinen Gebirgsstraßen führten sternförmig von Olot ausgehend über Pässe und hochgelegene Täler ins Umland (z. B. nach Vic über den Coll d’en Bas oder über das Vall d’Hostoles nach Girona). Von 1911 bis 1971 existierte über das Vall d’Hostoles eine Eisenbahnverbindung (El tren d’Olot), die die Städte Olot und Girona miteinander verband. Heute führen mehrere leistungsfähige Bundesstraßen in Richtung Vic, Figueres, Girona und Camprodon / Ripoll, die durch neue, aufwendige Brücken- und Tunnelbauwerke möglich wurden.

## Traditionen und Feste

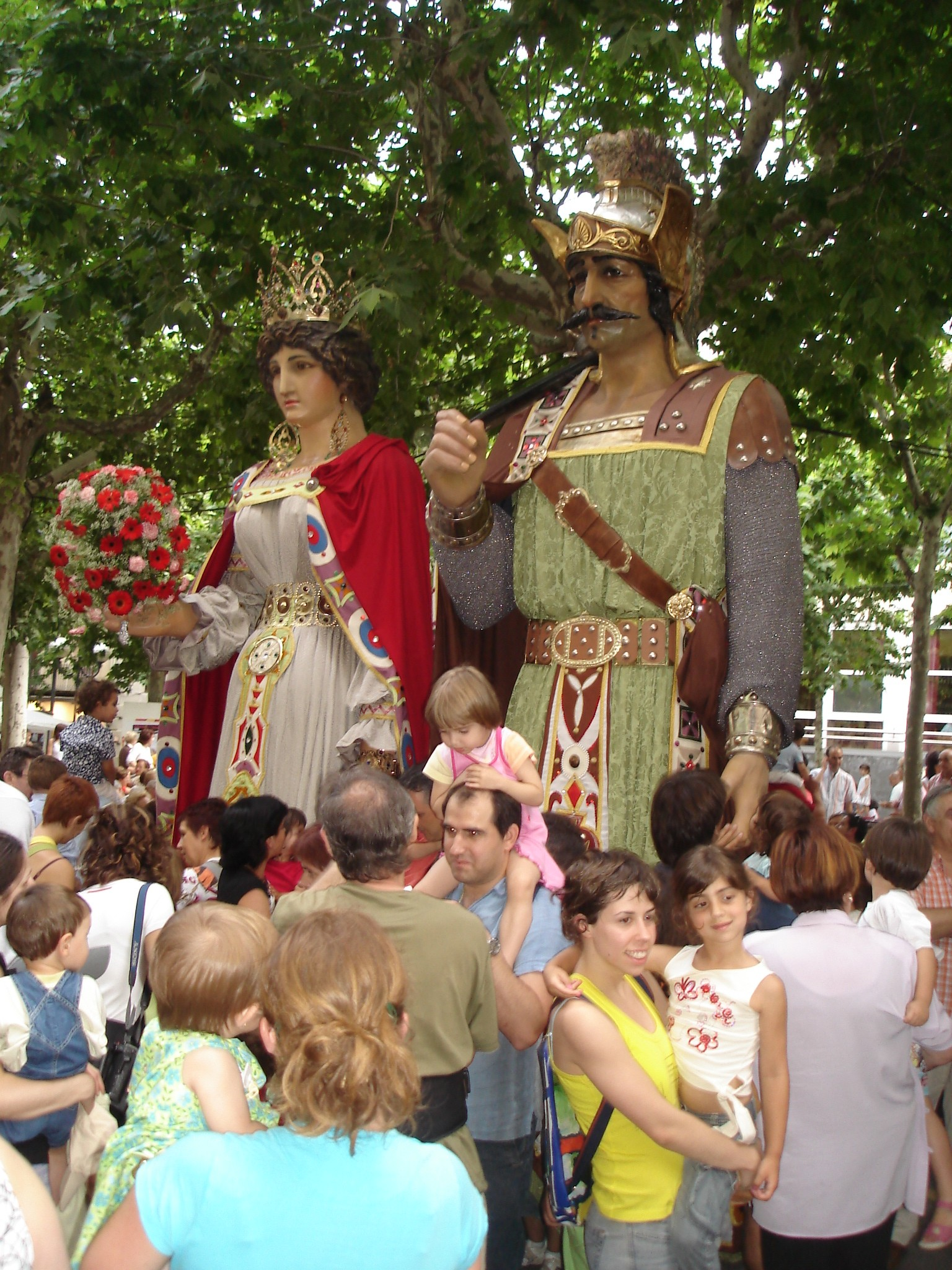
Die Riesenfiguren von Olot

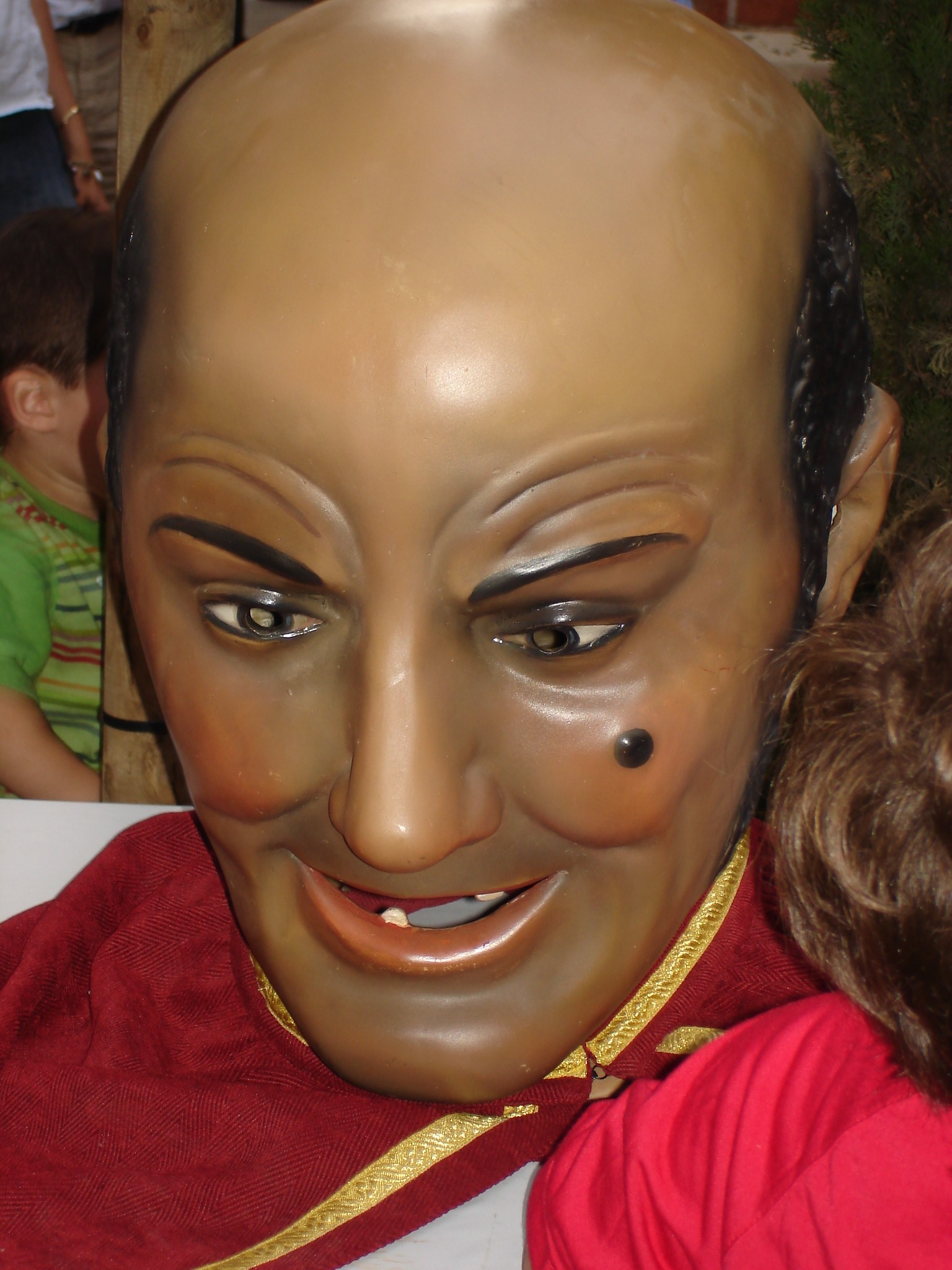
Die Figur Cap de Lligamosques (Kopf des Fliegenfängers)

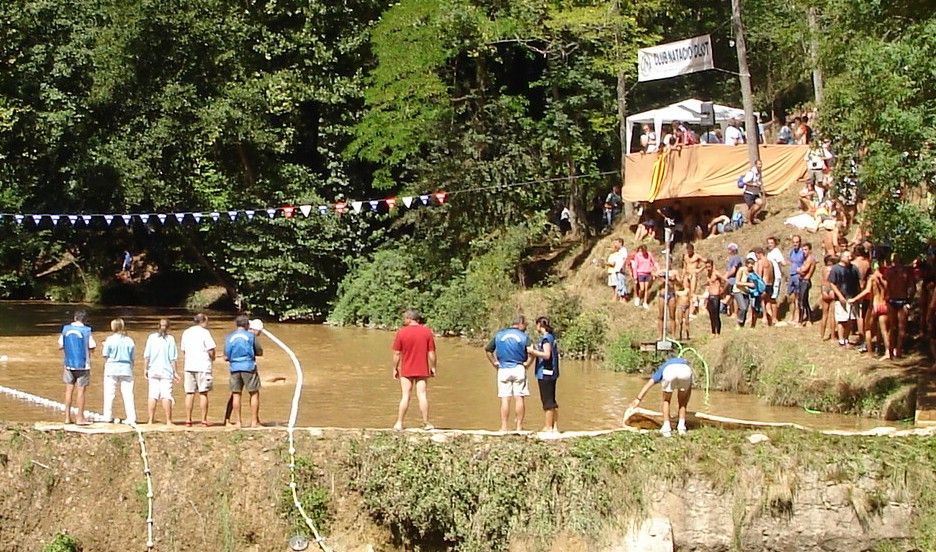
Schwimmwettbewerb auf der Fluvià am 27. August 2006

- Montags findet von 6:00 bis 13:00 Uhr auf dem Firalet ein sehenswerter Wochenmarkt mit frischen Lebensmitteln aus der Umgebung und auch einer großen Anzahl von Textil- und Kleidungverkaufsständen statt. Dieser Markt findet auch an Feiertagen wie z. B. dem Ostermontag statt.
- An Sant Jordi (Tag des Heiligen Georgs, Schutzpatron Kataloniens), dem 23. April, wird in Katalonien traditionell der Tag der Verliebten und der Tag des Buches begangen. In allen katalanischen Städten, so auch in Olot auf dem Firal, bieten Buchhändler ihre Ware zu Vorzugspreisen an Straßenständen feil. Man kauft dort Bücher für sich oder beschenkt seine Freunde mit einem Buch. Zudem schenkt an diesem Tag jeder Mann seiner Frau ein Buch und eine rote Rose. Diese katalanische Tradition wurde 1995 von der UNESCO im Welttag des Buches aufgegriffen.
- An Fronleichnam und beim Stadtfest zu Ehren der Schwarzen Madonna Santa Maria del Tura[13] am 8. September zieht das Riesen-Paar von Olot  in Festumzügen „tanzend“ und von einer Musikkapelle begleitet mehrmals durch die Innenstadt.[14]
- Schwimmwettbewerb auf der Fluvià: Seit 1953 organisiert der Schwimmclub Olot[15] jedes Jahr am letzten Sonntag im August einen großen Schwimmwettbewerb über 800 und 1600 m Distanz für alle Altersstufen und auch für behinderte Personen auf dem gestauten Teil der Fluvià. Zum Ausklang des Wettbewerbes werden Wasserspiele ausgeführt, bei denen die Teilnehmer u. a. versuchen, zwei Enten im Wasser zu fangen. Der volksfestartige Wettbewerb wird traditionell von vielen ortsansässigen Firmen und den in diesem Bereich der Fluvià anwohnenden Familien unterstützt.
- In Olot und Umgebung wird jedes Jahr von Anfang Dezember bis zum Dreikönigstag (7. Januar) die lebendige Krippentradition „Mostra de Pessebres a Olot“ (dt.: Darbietung der Krippen aus Olot) gepflegt.[16]

### Els Gegants d’Olot
Die beiden Riesen-Figuren aus Gips und Pappmaché sind jeweils etwa vier Meter hoch und werden von je einem unter der Figur nicht sichtbaren Träger durch die Stadt getragen. Die Gegantessa, der weibliche Riese, wiegt 89 Kilogramm. Sie wurde um 1893 von dem Olotenser Bildhauer Celestí Devesa i Pinadella geschaffen. Modell hierfür hat die damals schönste Frau der Stadt, eine Tabakverkäuferin, gestanden. Der Gegant, der männliche Riese, wiegt 81 Kilogramm, wurde ebenfalls um 1893 von dem bekannten Bildhauer Miquel Blay geschaffen. Die Tradition der tanzenden Riesen in Olot ist aber wesentlich älter. Die früheste Erwähnung findet sich im Zusammenhang mit den Feierlichkeiten zum Fronleichnamsfest des Jahres 1692; diese Tradition dürfte aber noch deutlich weiter in die Vergangenheit zurück reichen. Bis auf die Zeit der Karlistenkriege haben die Riesen regelmäßig an Fronleichnam getanzt. Ab 1875 bis heute tanzten sie auch jedes Jahr zum großen Stadtfest mit Ausnahme der Bürgerkriegsjahre von 1936 bis 1938. Die erste Generation der Riesen wurde um 1893 durch die heute aktuellen Riesen ersetzt. Diese aktuellen Figuren haben bei einem Folklorewettbewerb am 28. September 1902 in Barcelona eine Goldmedaille und ein Ehrendiplom als beste Folklorefiguren Kataloniens sowie in der Folge viele weitere Folklore-Auszeichnungen gewonnen. Die Riesen werden immer von dem „Cap de Lligamosques“, dem „Kopf des Fliegenfängers“, begleitet. Ursprünglicher Sinn dieser Figur war wohl, den Riesen den Weg durch die sich wundernden Menschenmassen zu bahnen. Dieser Kopf schiebt vor allen Dingen Kinder gerne zur Seite. In den Tanzpausen, wenn die Träger der Riesen von Anwohnern gereichte Getränke zu sich nehmen, wird der „Kopf des Fliegenfängers“ beiseitegelegt. Es sieht so aus, als wenn man ihn enthauptet hätte. Nur, er blutet nicht und verliert insbesondere nicht einmal sein Lachen bei einer solchen Aktion. Zur eigentlichen Eröffnung des Stadtfestes nehmen weitere Figuren, die „Vertreter“ der einzelnen Stadtteile, am Umzug der Riesen teil. Das sind: der Adler, die Katze, die Pferde, das Schwein, das Lamm, das Kaninchen, die Ziege, der Hahn, der Drachen und die Dickköpfe. Diese Figuren kann man im Laufe des Jahres auf den jeweiligen Stadtteilfesten sehen. Man kann aber auch diese ganze Familie zusammen bei der Eröffnung des großen Stadtfestes in Augenschein zu nehmen.

### Mostra de Pessebres a Olot
An acht offiziellen und vielen weiteren Orten der Stadt formen und gestalten Bürger, Künstler, Kunst- und spezielle Krippenschulen in der Vorweihnachtszeit Krippen, die von nahezu jeder Familie der Stadt und von vielen Schulklassen besucht werden. An folgenden Orten werden Krippen dargeboten:
- Sala Carbonera del Teatre (Stadttheater Olot, Passeig d’en Blay 5)
- Capella de Sant Ferriol (Carrer Sant Ferriol)
- Col·legi d’Arquitectes de Catalunya (Architektenkammer von Katalonien, Sektion Girona, Garrotxa-Rippolès, Pl. Clarà, 12)
- Pati de l’antic hospital Sant Jaume (Innenhof des Hospitals Sant Jaume, Carrer Sant Rafel, ohne Hausnummer)
- Casa Museu Can Trincheria (Museum „Haus Trincheria“, ein altes katalanisches Herrenhaus in städtischem Besitz, Carrer Sant Esteve, 29)
- Finestres de la biblioteca Marià Vayreda (Schaufenster der Stadtbibliothek Marià Vayreda, Carrer St. Esteve)
- Claustres del Carme (Kloster Carmen, Carrer Pare Antoni Soler, 3)
- Església de Sant Francesc (Kirche Sant Francesc auf dem Vulkan Montsacopa)

Die Krippen decken stilistisch eine Spannweite von naturalistisch-kunsthandwerklich vollendeten Krippen (inklusiv optimaler Beleuchtungstechnik) in der Kapelle Sant Ferriol bis zu einer futuristischen Mobile-Krippe der Architektenkammer ab. In der Sala Carbonera des Stadttheaters werden prämierte Krippen ausgestellt. In mehreren Dörfern in der Gegend um Olot wie z. B. in Riudaura und Santa Pau wird in der Weihnachtszeit die Tradition der „Lebender Krippen“ (katalanisch: Pessebres vivents) gepflegt. Bewohner des jeweiligen Dorfes stellen nachts Szenen aus der Weihnachtsnacht unter Einbeziehung des jeweiligen Dorfes und der nahgelegenen Natur dar. Jedes Jahr zu Weihnachten wird das Theaterstück Els Pastorets dels Olot („Die Hirten von Olot“) mit Szenen aus der Weihnachtsgeschichte in zwei kleinen Theatern der Stadt (L’Orfeó und Centre Catòlic) aufgeführt.

## Kultur
Von Olot nahm die gleichnamige Schule der Landschaftsmalerei ihren Ausgang und beeinflusste die katalanische Kunst. Auch heute sind in Olot zahlreiche Künstler und Kunstgalerien ansässig. Olot wird im Zusammenhang mit seiner Landschaftsmalereischule als die Stadt mit der weltweit höchsten Dichte an Malern (pro Quadratkilometer und pro Einwohner) angesprochen. Viele Bürger der Stadt sehen sich an Sonntagabenden bei einem Galerienbummel die neuesten Ausstellungen an und unterstützen ihre Künstler durch den Kauf von Bildern.
Wichtige kulturelle Einrichtungen sind:
- Garrotxa-Museum (Museu Comarcal de la Garrotxa, Hospici, 8, 17800 Olot, Wechselausstellungen im 2., Permanentausstellung im 3. Obergeschoss des Gebäudes, Informationen zur Permanentausstellung im Absatz „Garrotxa-Museum“)
- Das Museum der Heiligen von Olot, das die künstlerischen und die produktionstechnischen Seiten der Herstellung von Heiligenfiguren beleuchtet.
- Vulkan-Museum (Museu dels Volcans) in Olot, Parc Nou, Haus der Vulkane, Erdgeschoss (Casa dels Volcans). Das Museum ist eine Abteilung des Naturkunde Museums der Garrotxa (Secció de Ciències Naturals Museu Comarcal Garrotxa, Av. Santa Coloma 43, Olot).
- Informationszentren zum Naturschutzpark Vulkane der Garrotxa der katalanischen Regierung (Centre d’Informació Parc Natural de la Zona Volcànica de la Garrotxa); hier sind neben diversem Anschauungsmaterial auch Wanderkarten des Gebietes zu erwerben.[21] Olot, Parc Nou, Haus der Vulkane, 1. Obergeschoss (Casa dels Volcans)
- Stadtbibliothek (Biblioteca Marià Vayreda, Carrer St. Esteve)

In Olot hat das Architekturbüro RCR Arquitectes, Träger des Pritzker-Preises 2017, seinen Sitz. Es war an verschiedenen Bauten in Olot und der Region beteiligt.

## Persönlichkeiten

### Söhne und Töchter der Stadt
- Antonio Soler (〰  1729; † 1783), Komponist
- Marià Vayreda i Vila (1853–1903), katalanischer Maler des Realismus und Schriftsteller
- Miquel Blay i Fàbregas (1866–1936), katalanischer Bildhauer
- Melcior Domenge i Antiga (1871–1939), katalanischer Maler und Krippenkünstler
- Josep Clarà i Ayats (1878–1958), katalanischer Bildhauer
- Martí Casadevall i Mombardó (1886–1968), Bildhauer und Skulpteur
- Joaquim Danés i Torras (1888–1960), katalanischer Arzt und Heimatforscher
- Pere Gussinyé i Gironella (1890–1980), impressionistischer katalanischer Landschafts- und Porträtmaler
- Josep Pujol i Ripoll (1904–1987), katalanischer Maler
- Joaquim Marsillach i Codony (1905–1986), katalanischer Maler
- Ramon Barnadas (1909–1981), katalanischer Maler
- Lluís Carbonell i Colom (1910–1992), katalanischer Maler, Bildhauer und Kunstpädagoge
- Sebastià Congost i Pla (1919–2009), katalanischer Maler
- Àngel Codinach i Campllonc (1922–1995), katalanischer Maler
- Pere Plana i Puig (1927–2009), katalanischer Maler
- Jordi Farjas i Darnés (1928–2008), katalanischer Maler, Zeichner, Bildhauer und Krippenkünstler
- Joan Clapera i Mayà (1929–2018), katalanischer Maler
- Josep Traité i Compte (1935–2022), katalanischer Bildhauer, Krippenkünstler und Aquarellist
- Xavier Carbonell i Serra (1942–2015), katalanischer Maler, Bildhauer und Lithograf
- Anna Manel·la (1950–2019), katalanische Bildhauerin und Malerin
- Pedro Balcells (* 1954), Schwimmer
- Rafael Aranda Quiles (* 1961), Architekt (RCR Arquitectes)
- Carme Pigem Barceló (* 1962), Architektin (RCR Arquitectes)
- Damià Abella Pérez (* 1982), Fußballspieler
- Jennifer Pareja i Lisalde (* 8. Mai 1984), Welt-Wasserballerin 2013
- Blai Mallarach (* 1987), Wasserballspieler
- Sergi Arimany (* 1990), Fußballspieler

### Persönlichkeiten, die in Olot wirkten
- Ramon Amadeu (1745–1821), Bildhauer; lebte und arbeitete kurz vor und während des Unabhängigkeitskrieges gegen Napoleon (1807 bis 1812) in Olot

### Leiter der Kunstakademie von Olot
- Josep Berga i Boix (1837–1914), Maler; leitete ab 1869 das Centre Artístic-Cultural d’Olot und von 1877 bis 1914 die Kunstakademie von Olot
- Iu Pascual i Rodés (1883–1949), Maler; leitete von 1914 bis 1936 die Kunstakademie von Olot
- Martí Casadevall i Mombardó (1886–1968), Bildhauer und Skulpteur; leitete von 1934 bis 1954 die Kunstakademie von Olot
- Bartomeu Mas i Collellmir (1900–1980), Maler; leitete von 1951 bis 1969 die Kunstakademie von Olot
- Joan Vilà i Moncau (1924–2013), Maler; leitete von 1969 bis 1984 die Kunstakademie von Olot

## Städtepartnerschaften
- Thuir (Frankreich) seit 23. Mai 1982